# Joseph Spence (auteur)
Pour les articles homonymes, voir Joseph Spence et Spence.
Joseph Spence (28 avril 1699 à Kingsclere, Hampshire, Angleterre – 20 août 1768 à Byfleet, Surrey, Angleterre) est un historien, un érudit littéraire, un anecdotiste et un professeur d'université anglais. Il a produit une collection d'anecdotes (publiée 50 ans après sa mort) régulièrement consultée par les historiens de la littérature anglaise du XVIIIe siècle (plus précisément l'Augustan literature (en)).

## Bioographie
Joseph Spence est né le 28 avril 1699 à Kingsclere, un village de l'Hampshire en Angleterre. Il est le fils de l'homme d'église Joseph Spence. Après ses études à Eton College, il est élu scholar au Winchester College en 1715. Deux ans plus tard, il est accepté au Magdalen College de l'université d'Oxford où il obtient son BA au New College en 1724, est nommé fellow en 1724, puis obtient son MA en 1727.
En 1728, il est nommé Oxford Poetry Professor, poste qu'il occupe pendant 10 ans. Spence est nommé vicaire de Great Horwood en 1742. Toujours à l'université d'Oxford, il est nommé Professor of Modern History, poste qu'il occupe de 1742 à 1768. Il est prébendaire de Durham de 1754 à 1768.
Spence meurt au plus tard le 20 août 1768 des suites d'un AVC à Byfleet, dans le Surrey en Angleterre.

## Œuvres
- An Essay on Pope's Odyssey, 1726 (étude de la traduction par Pope de l'Odyssée d'Homère)
- Account, 1731 (étude de l'œuvre du poète anglais Stephen Duck (en))
- An Account of Lord Buckhurst, 1736 (publié après le Grand Tour de Spence et Lord Buckhurst, un poète)
- Polymetis, 1747 (une étude sur les relations entre les œuvres des anciens artistes et les poètes romains)
- Parallel in the Manner of Plutarch, 1758

Il a agi en tant qu'éditeur :
- Gorboduc, une pièce de théâtre
- Remarks on Virgil d'Edward Holdsworth (qui a consulté les notes de Spence)

Sous le nom de plume « Sir Harry Beaumont », il :
- a traduit les notes de Jean-Denis Attiret, jésuite qui avait rapporté des observations sur les jardins chinois.
- a publié Crito en 1752
- a publié Moralities en 1753

Spence a rédigé des œuvres qui n'ont pas été publiées de son vivant :
- Travelling letters (Lettres d'un voyageur)
- notes préparatoires d'un ouvrage sur les jardins
- notes pour une histoire biographique de la poésie anglaise
- ses anecdotes, qui rapportent des histoires sur Alexander Pope, John Arbuthnot, Isaac Newton et Stephen Duck (en). Elles ont été publiées en 1820, soit 50 ans après la mort de Spence, par deux éditeurs : Carpenter et Murray. Cette dernière version étant plus complète, elle a été réimprimée. La version définitive, publiée en 1966, est due à James M. Osborn[1].